# درپر (دهانه)
درپر یک دهانه برخوردی در ماه‌ است.

## دهانه‌های اقماری
این دهانه ۲ دهانه اقماری دارد.
| Draper | عرض جغرافیایی | طول جغرافیایی | قطر         |
| ------ | ------------- | ------------- | ----------- |
| A      | ۱۷.۹° N       | ۲۳.۴° W       | ۴.۰ کیلومتر |
| C      | ۱۷.۱° N       | ۲۱.۵° W       | ۸.۰ کیلومتر |